# Julian Koch
Julian Koch, född den 11 november 1990, är en tysk fotbollsspelare från Schwerte. Han spelar som defensiv mittfältare för Fortuna Düsseldorf sedan 2015.